# Гарсия, Серхио (футболист)
Се́рхио Гарси́я де ла Фуэ́нте (исп. Sergio García de la Fuente; 9 июня 1983, Барселона) — испанский футболист, игравший на позиции нападающего. Тренер юношеской команды клуба «Дамм».

## Биография
Родился в Барселоне, воспитанник местного футбола. Играл за юношеские команды «Барселоны», затем провёл два сезона за фарм-клуб, в котором отличился высокой результативностью (34 гола в 59 матчах третьего испанского дивизиона). За основную команду «Барселоны» провёл всего 4 матча, в сезоне 2003/04, после чего ушёл из клуба. В сезоне 2004/05 выступал за аутсайдера Примеры «Леванте», являлся игроком основного состава. Затем три сезона выступал за «Реал Сарагоса», покинул клуб после вылета из Примеры по результатам сезона 2007/08 и перешёл в «Реал Бетис», который в следующем сезоне также вылетел из Примеры.
Выступал за различные юношеские и молодёжные сборные Испании, в составе которых достиг ряда успехов. За основную сборную провёл два матча, из них один — победный матч на триумфальном для испанцев Чемпионате Европы 2008 года против Греции.
28 декабря 2010 года играя за сборную Каталонии забил на 49-й минуте гол в ворота сборной Гондураса. Лидер сборной по количеству забитых мячей — 9.

## Достижения
- Чемпион Европы: 2008
- Чемпион Европы среди игроков до 19 лет: 2002
- 2-е место на чемпионате мира среди игроков до 20 лет: 2003
- Финалист Кубка Испании: 2005/06